# Heinrich Diehl
Heinrich Diehl (* 12. November 1840 in Annweiler am Trifels; † 27. November 1918 in Landau in der Pfalz) war ein deutscher Politiker, Bürgermeister, Bierbrauer und Gutsbesitzer.
Diehl gehörte der bayerischen Kammer der Abgeordneten von 1887 bis 1904 an. Er vertrat jeweils den Wahlkreis Kandel in der Pfalz. Anfangs war er Liberal, 1893 wechselte er zu den Nationalliberalen und 1899 zur Liberalen Vereinigung.